# Sphedamnocarpus humbertii
Sphedamnocarpus humbertii är en tvåhjärtbladig växtart som beskrevs av Arenes. Sphedamnocarpus humbertii ingår i släktet Sphedamnocarpus och familjen Malpighiaceae. Inga underarter finns listade i Catalogue of Life.